# لوران بونادی
لوران بونادی (فرانسوی: Laurent Bonadei‎؛ زادهٔ ۳ نوامبر ۱۹۶۹) بازیکن سابق و مربی فوتبال اهل فرانسه است.